# Kenneth Taylor (voetballer)
Kenneth Ina Dorothea Taylor (Alkmaar, 16 mei 2002) is een Nederlandse voetballer die als middenvelder onder contract staat bij Ajax. Hij maakte in 2022 zijn debuut als international van het Nederlands voetbalelftal.

## Clubcarrière

### Ajax

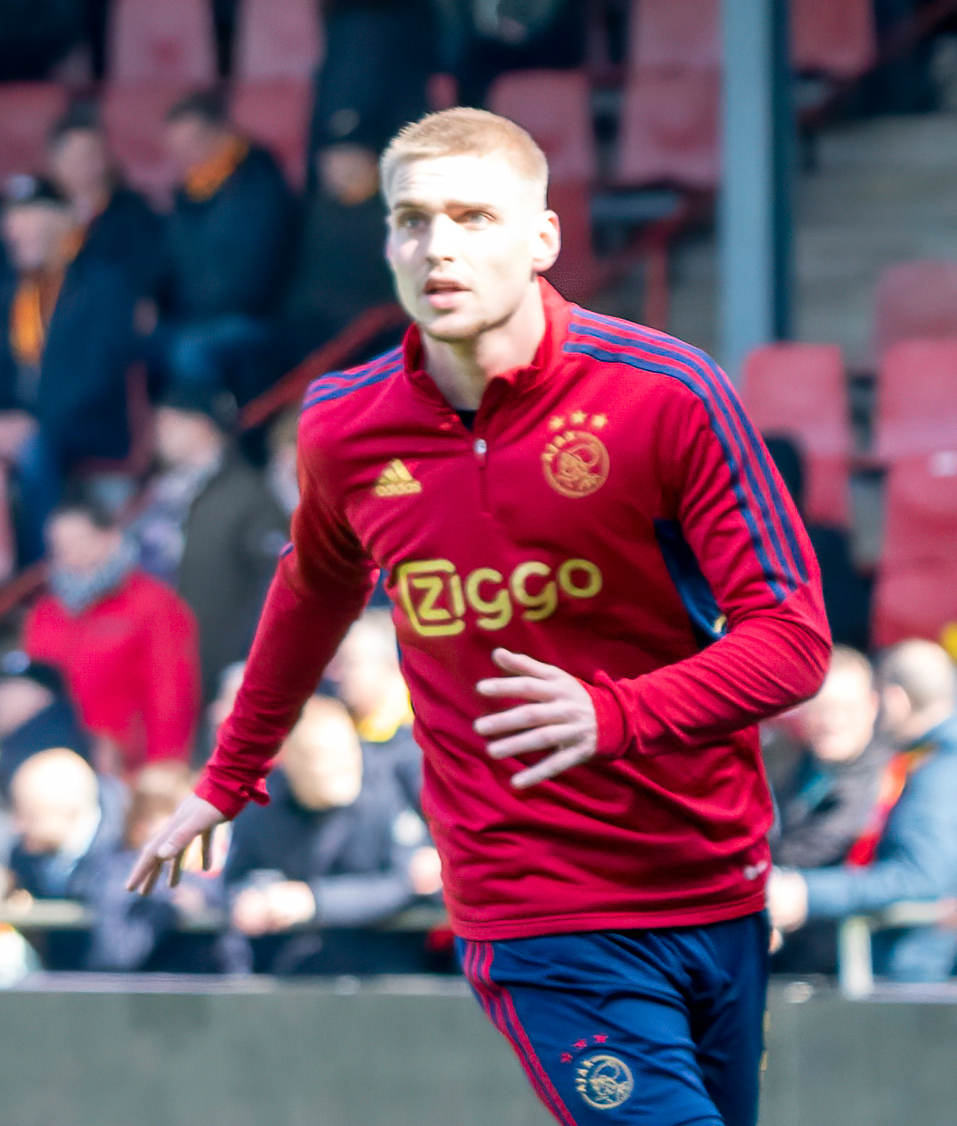
Taylor als speler van Ajax in 2023

Taylor speelde in de jeugd van SV De Foresters uit Heiloo en vanaf 2010 speelt hij in de jeugd van AFC Ajax. Sinds 2017 speelt hij ook voor vertegenwoordigende Nederlandse jeugdelftallen. Taylor debuteerde in het betaald voetbal voor Jong Ajax op 15 oktober 2018, in de met 2-1 verloren uitwedstrijd in de Eerste divisie tegen Jong PSV. Taylor kwam in de 70e minuut in het veld voor Jasper ter Heide. Dat seizoen (2018/19) speelde hij voornamelijk voor Ajax onder 19. In het seizoen 2019/20 kwam Taylor uit voor Jong Ajax in de Eerste divisie.
Vanaf seizoen 2020/21 werd Taylor officieel onderdeel van het eerste team van Ajax, terwijl hij zijn wedstrijden nog voor Jong Ajax speelde. Op 12 december 2020 maakte Taylor zijn debuut voor Ajax 1, in de wedstrijd tegen PEC Zwolle. Dat seizoen volgden nog twee invalbeurten in het eerste team. Hij werd voor het eerst landskampioen met Ajax. Op 3 september 2020 verlengde Taylor zijn contract bij Ajax tot medio 2024.
Tijdens het seizoen 2021/22 speelde hij opnieuw zijn meeste wedstrijden voor Jong Ajax. Hij debuteerde op 15 september 2021 in de UEFA Champions League, als invaller in de met 1–5 gewonnen uitwedstrijd tegen Sporting CP. In de eredivisie mocht hij regelmatig invallen, en kreeg hij op 23 april 2022 zijn eerste basisplaats, gevolgd door nog enkele basisplaatsen. Hij werd voor de tweede keer landskampioen met Ajax.
Ook aan het begin van seizoen 2022/23 kreeg hij onder nieuwe trainer Alfred Schreuder basisplaatsen, onder andere ten koste van Davy Klaassen en Steven Berghuis. Hij brak definitief door in het eerste elftal, als opvolger van de vertrokken Ryan Gravenberch. In september behoorde hij voor het eerst tot de selectie van het Nederlands elftal.
In seizoen 2023/24 bleef hij een vaste keuze in de basis. Bij zijn club maakte hij dit seizoen onder de nieuwe trainer Maurice Steijn dieptepunten mee, zoals een laatste plaats in de competitie tussen 29 oktober en 2 november, en uitschakeling in het KNVB Bekertoernooi door de amateurs van USV Hercules.
Seizoen 2024/25 verliep zowel voor Taylor persoonlijk als voor zijn club aanzienlijk beter dan het seizoen ervoor. In de eerste helft van dit seizoen was hij in alle competities betrokken bij acht goals en zeven assists. Aan het einde van het seizoen werd hij door de Ajax-supporters verkozen tot Speler van het jaar.

## Clubstatistieken

### Beloften
| Seizoen         | Club            | Competitie      | Competitie | Competitie |
| Seizoen         | Club            | Competitie      | Wed.       | Dlp.       |
| --------------- | --------------- | --------------- | ---------- | ---------- |
| 2018/19         | Jong Ajax       | Eerste divisie  | 1          | 0          |
| 2019/20         | Jong Ajax       | Eerste divisie  | 19         | 0          |
| 2020/21         | Jong Ajax       | Eerste divisie  | 29         | 7          |
| 2021/22         | Jong Ajax       | Eerste divisie  | 11         | 7          |
| Beloften totaal | Beloften totaal | Beloften totaal | 60         | 14         |

### Senioren
| Seizoen         | Club            | Competitie      | Competitie | Competitie | Beker | Beker | Internationaal | Internationaal | Totaal | Totaal |
| Seizoen         | Club            | Competitie      | Wed.       | Dlp.       | Wed.  | Dlp.  | Wed.           | Dlp.           | Wed.   | Dlp.   |
| --------------- | --------------- | --------------- | ---------- | ---------- | ----- | ----- | -------------- | -------------- | ------ | ------ |
| 2020/21         | Ajax            | Eredivisie      | 3          | 0          | 0     | 0     | –              | –              | 3      | 0      |
| 2021/22         | Ajax            | Eredivisie      | 13         | 1          | 3     | 1     | 3              | 0              | 19     | 2      |
| 2022/23         | Ajax            | Eredivisie      | 32         | 8          | 4     | 1     | 8              | 0              | 44     | 9      |
| 2023/24         | Ajax            | Eredivisie      | 34         | 5          | 1     | 0     | 12             | 3              | 47     | 8      |
| 2024/25         | Ajax            | Eredivisie      | 20         | 6          | 2     | 0     | 13             | 4              | 35     | 10     |
| Senioren totaal | Senioren totaal | Senioren totaal | 99         | 20         | 10    | 2     | 30             | 7              | 139    | 29     |
| Carrièretotaal  | Carrièretotaal  | Carrièretotaal  | 159        | 34         | 10    | 2     | 30             | 7              | 173    | 43     |

## Interlandcarrière
In september 2022 behoorde hij voor het eerst in zijn carrière tot de selectie van het Nederlands elftal. Op 22 september 2022 maakte hij zijn debuut voor het Nederlands elftal tegen Polen. 
Niet lang na zijn eerste selectie en debuut bleek in november 2022 dat hij zou behoren tot de selectie voor het WK 2022. Op 29 november 2022 speelde hij zijn eerste minuten op het WK als invaller in de derde groepswedstrijd tegen Qatar.
Zijn basisdebuut tijdens de EK-kwalificatiewedstrijd tegen Frankrijk op 24 maart 2023 verliep ongelukkig en Taylor werd na 33 minuten gewisseld.
| Interlands van Kenneth Taylor voor Nederland | Interlands van Kenneth Taylor voor Nederland | Interlands van Kenneth Taylor voor Nederland | Interlands van Kenneth Taylor voor Nederland | Interlands van Kenneth Taylor voor Nederland | Interlands van Kenneth Taylor voor Nederland |
| No.                                          | Datum                                        | Wedstrijd                                    | Uitslag                                      | Competitie                                   | Doelpunten                                   |
| -------------------------------------------- | -------------------------------------------- | -------------------------------------------- | -------------------------------------------- | -------------------------------------------- | -------------------------------------------- |
|                                              |                                              |                                              |                                              |                                              |                                              |
| Als speler bij Ajax                          |                                              |                                              |                                              |                                              |                                              |
| 1.                                           | 22 september 2022                            | Polen – Nederland                            | 0 – 2                                        | Nations League 2022/23                       |                                              |
| 2.                                           | 25 september 2022                            | Nederland – België                           | 1 – 0                                        | Nations League 2022/23                       |                                              |
| 3.                                           | 29 november 2022                             | Nederland – Qatar                            | 2 – 0                                        | WK 2022                                      |                                              |
| 4.                                           | 24 maart 2023                                | Frankrijk – Nederland                        | 4 – 0                                        | Kwalificatie EK 2024                         |                                              |
| 5.                                           | 23 maart 2025                                | Spanje – Nederland                           | –                                            | Nations League 2024/25                       |                                              |

## Erelijst
| KNVB Beker | 1× | 2020/21          |
| Eredivisie | 2× | 2020/21, 2021/22 |

| Individuele prijzen               | Aantal | Jaren         |
| Ajax                              | Ajax   | Ajax          |
| --------------------------------- | ------ | ------------- |
| Johan Cruijff Talent van de Maand | 1×     | November 2022 |

## Privéleven
Sinds 2023 heeft Taylor een relatie met de Nederlandse vlogger Jade Anna van Vliet.